# Arg-é Karim Khan
Arg-é Karim Khan (en persan : ارگ کریم خان) - prononcer Arg-e-Karim Khani - est le nom d'une forteresse située dans la ville de Chiraz, dans la partie méridionale de l'Iran.
Édifiée vers 1766 sous le règne du premier souverain de la dynastie Zand, lequel lui a laissé son nom, une partie des bâtiments a été convertie en musée géré par l'organisation de l'héritage culturel d'Iran : le Muzeh-e-Pars.

## Historique
La citadelle est bâtie à l'instigation du premier roi de la dynastie Zand, Karim Khan. Les travaux de la forteresse, peut-être destinée à rivaliser avec les monuments d'Ispahan, débutent vers 1766. De fait, Karim Khan charge quelques-uns des meilleurs architectes du pays de la réalisation des travaux. Construite en l'espace de quelques années, la citadelle devient l'un des palais royaux des souverains Zands. Sous la dynastie Kadjar (1781-1925), la forteresse devient le siège du gouverneur de la province de Fars, avant d'être transformée en prison par le premier souverain Pahlavi, Reza Shah.
En 1971, son fils et successeur Mohammad Reza Pahlavi transforme une partie du monument en musée dont la gestion est confiée à l'organisation de l'héritage culturel d'Iran, tandis que certaines ailes sont converties en bâtiments administratifs.

## Brève description
La citadelle s'étend dans la partie nord-ouest de la ville de Chiraz, non loin de la place Shohada. Elle reprend les bases de l'architecture castrale médiévale : plan rectangulaire et remparts crénelés cantonnés de quatre tours circulaires mesurant presque 14 mètres de hauteur.
L'intérieur de la citadelle est composé de plusieurs bâtiments dont un palais d'été et un palais d'hiver. Tous sont organisés autour d'une cour intérieure plantée d'orangers.
Le pavillon octogonal abritant le musée est conçu à l'origine pour être la salle de réception du souverain. Lorsque Karim Khan décède en 1779, il est transformé en mausolée, mais le corps du fondateur de la dynastie est déplacé sous le règne des souverains Kadjars.

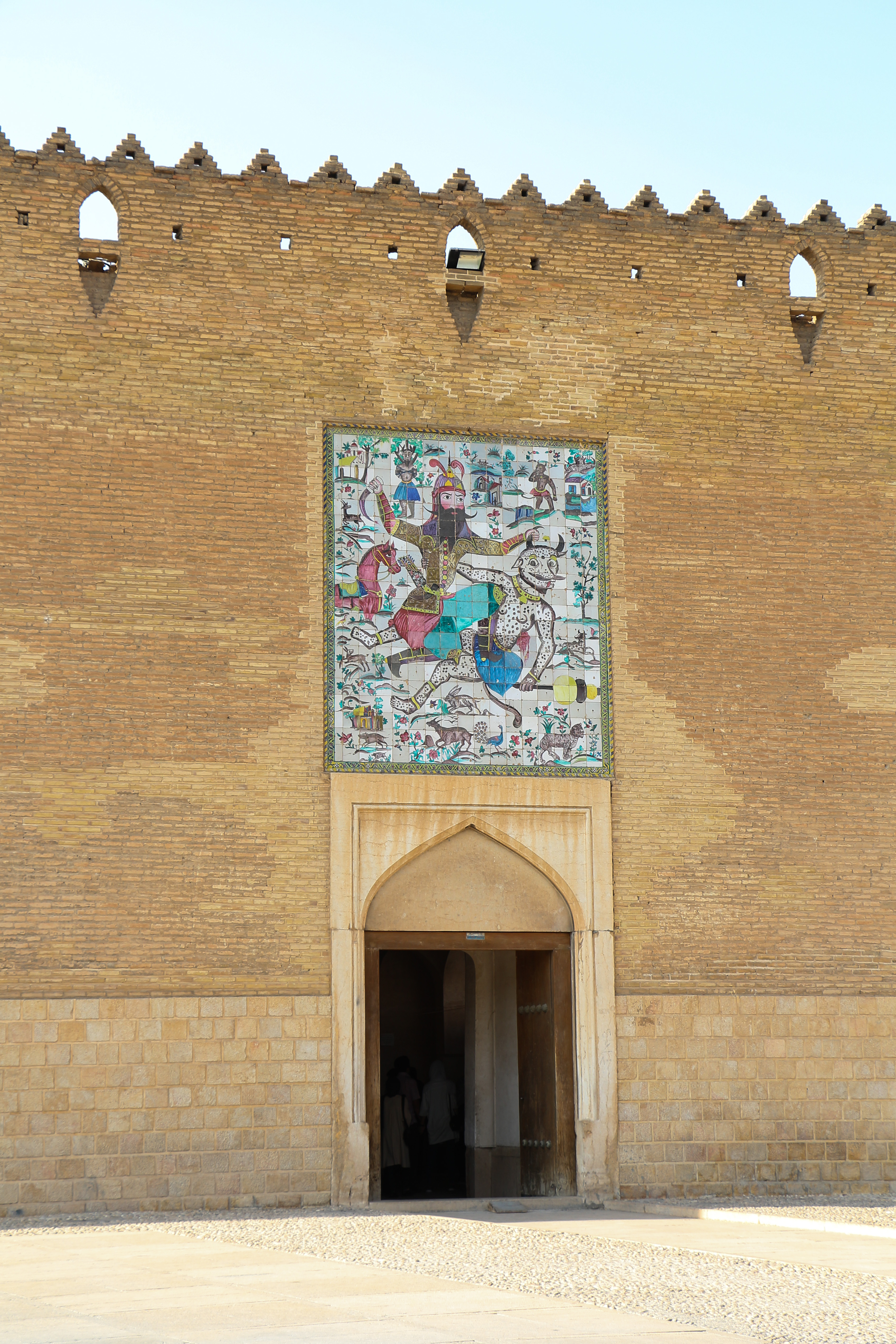
Entrée de la citadelle
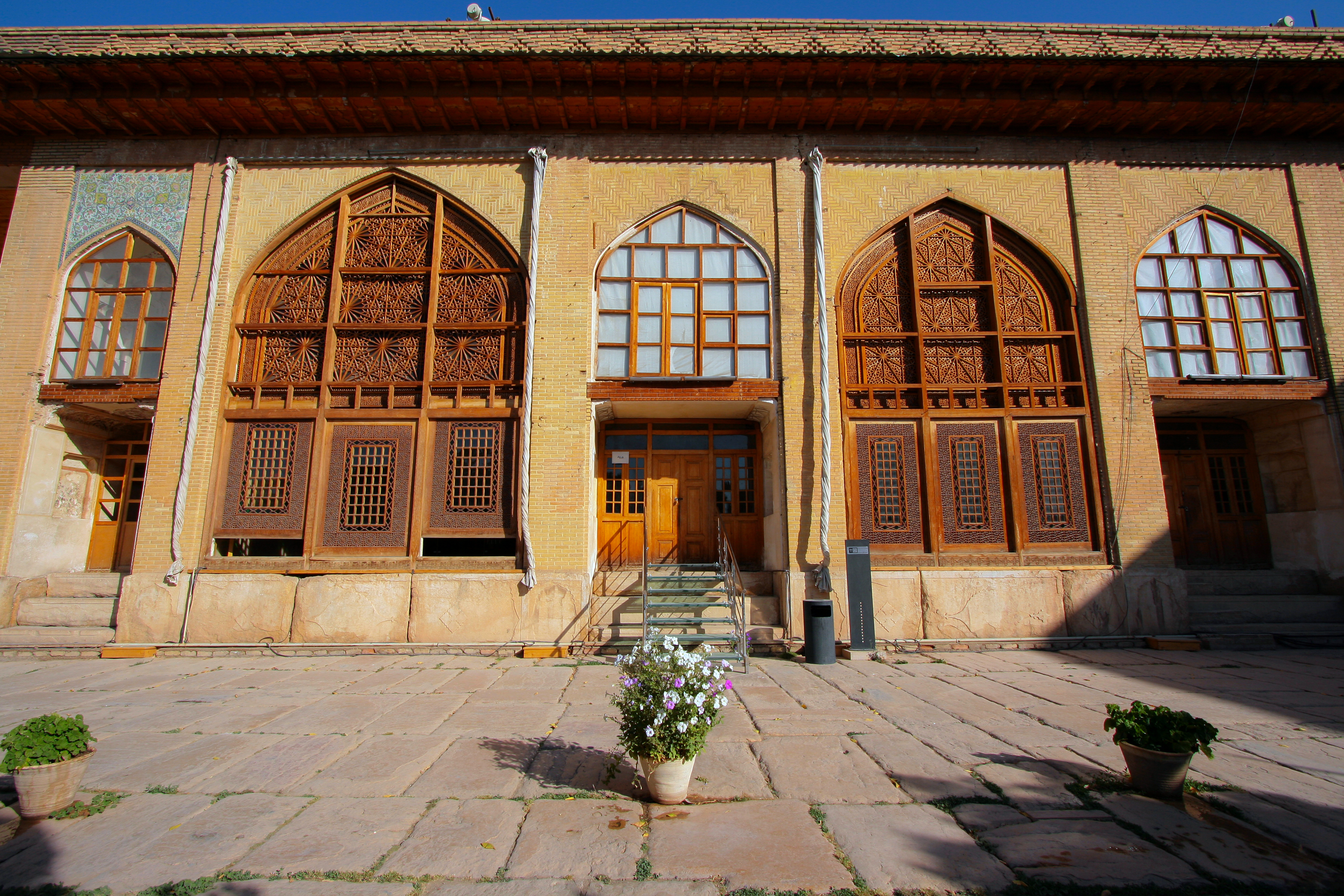
Intérieur de la citadelle
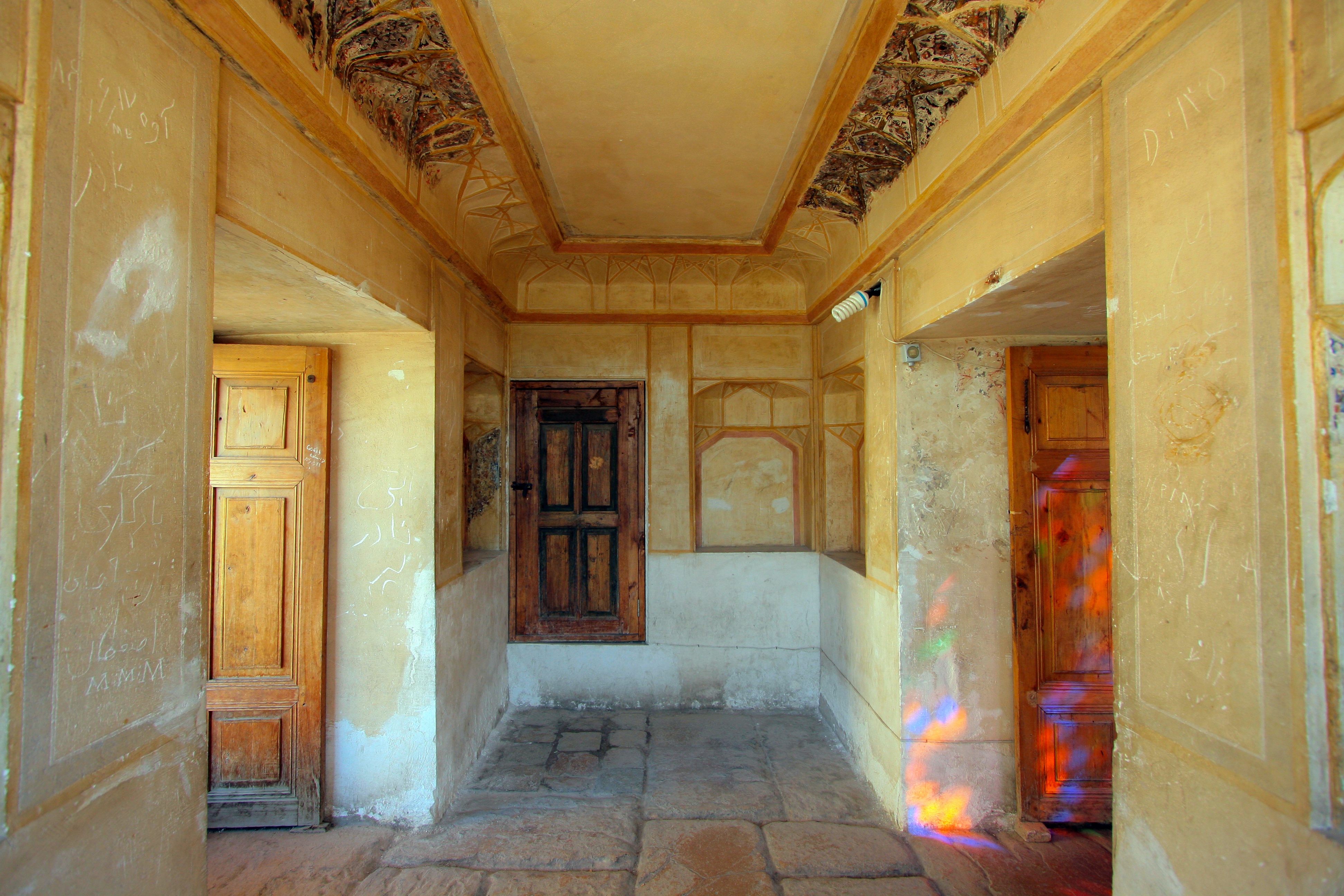
Intérieur de la citadelle
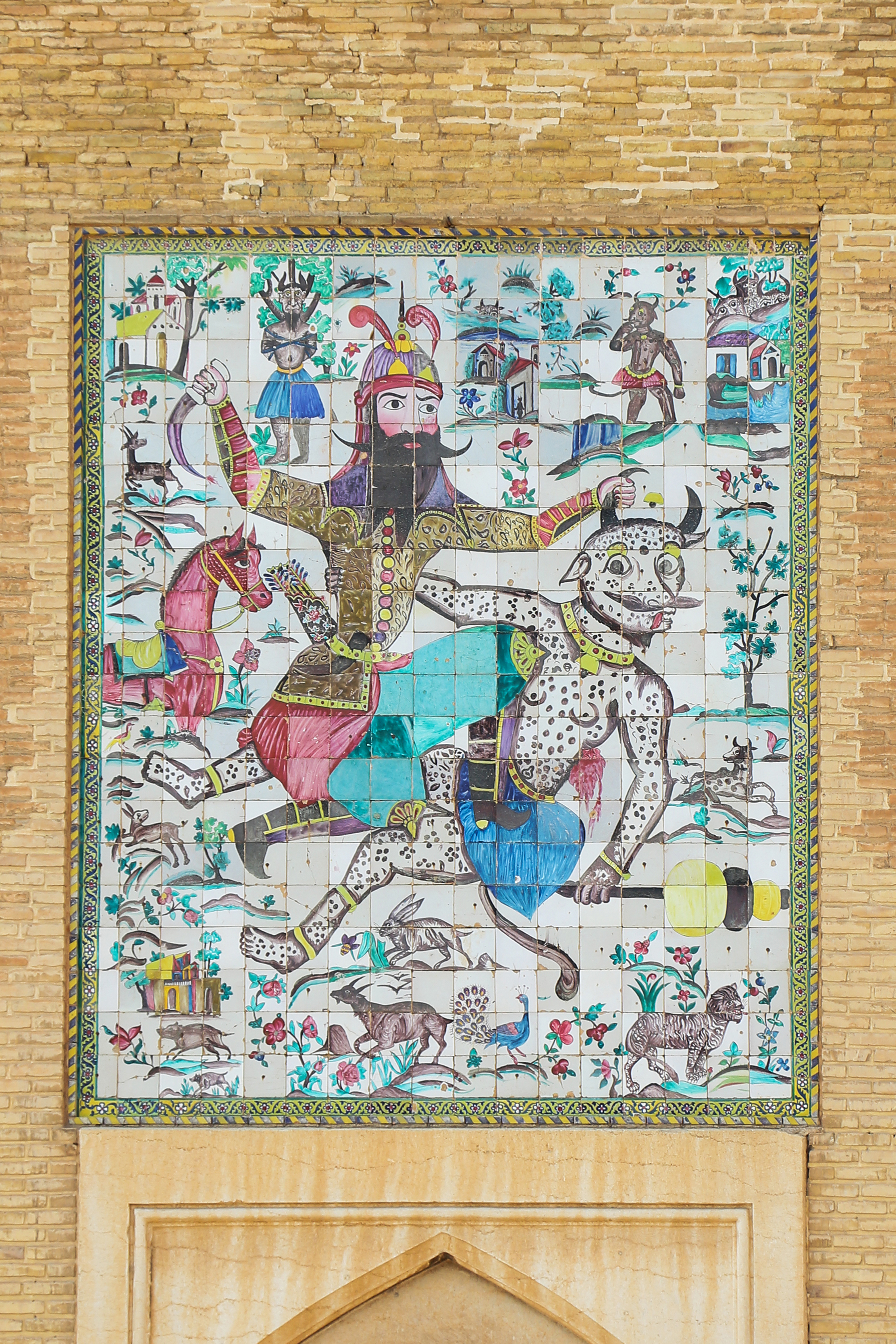
Panneau de carreaux au-dessus de l'entrée de la citadelle : Rostam tuant le démon blanc